# 산토리
산토리 홀딩스 주식회사(일본어: サントリーホールディングス株式会社, 영어: Suntory Holdings Limited)는 양주, 맥주, 청량 음료를 제조 판매하는 일본 굴지의 기업이다. 이전에는 산토리 주식회사를 중심으로 하는 그룹이었지만, 2009년 4월 1일 지주회사 체제로 전환하며 사업회사를 분리하였다.

## 역사
- 1899년 2월, 토리 신지로(鳥井信治郎)가 포도주의 수입 판매를 위한 토리이 상점을 창업하고, 1921년 12월 1일, 이를 모체로 한 주식회사 코토부키야(株式会社壽屋 )가 설립하였다.
- 1929년 4월에는 일본 최초의 싱글몰트 위스키 "산토리"를 출시하는데, 이는 창업자 토리 신지로가 직접 붙인 이름이다. 당시 판매중이던 아카다마(赤玉, 빨강 구슬) 포트 와인의 "빨강 구슬"을 태양에 비유하여 선(Sun)이라 하고 여기에 자신의 성 토리를 붙여 "Sun+Tory"가 되었다고 전해진다.
- 1963년 3월, 맥주 분야로 새롭게 진출하면서 제품 이름이었던 산토리를 회사명으로 상호를 변경하였다. 사업의 주요 부분은 주류이지만, 1980년대 이후 청량 음료에도 일정한 지위를 구축했다.
- 1969년 1월 도쿄 오리온즈 인수 물망에 올랐으나 구단 경영에 용훼하지 말라는 오리온즈 측의 제휴 조건 때문에 좌절됐고[1] 롯데가 최종 인수했다.
- 또한, 과거에는 오사카에 본사를 두고 주요 업무를 하고 있었지만, 1980년대 후반부터 마케팅 이나 영업 측면에서의 성과 향상을 목적으로 등기에 본점과 본사 기능의 일부만 오사카에 남기고, 기능의 중추는 도쿄로 이전했다.
- 2009년 2월 16일에, 산토리 홀딩스 주식회사를 주식 이전에 설립되었다. 같은 해 4월 1일, 산토리 주식회사가 흡수 분할 신설 분할을 실시, 기업 부문을 지주 회사로 흡수시키는 동시에, 산토리의 각 회사와 사업부를 기존 자회사에 흡수시키거나 자회사의 신설로 독립 시키고, 산토리 주류 주식회사 (주류 사업 회사·전 산토리 주식회사), 산토리 와인 인터내셔널 주식회사 (와인 사업 회사), 산토리 식품 인터내셔널 주식회사 (음료·식품 사업 회사: 처음에는 "산토리 식품"으로 설립), 산토리 웰빙 주식회사 (건강 식품 사업 회사), 산토리 비즈니스 전문가 주식회사 (사업 지원 회사)로 지주 회사 산하의 자회사로, 순수 지주 회사 제로 이행했다. 사업 회사의 많은 산토리 월드 헤드 쿼터스는 도쿄도 미나토 구에 본사가 있다. 현재 그룹의 주요 업무는 산토리 월드 헤드 쿼터스에서 행해져, 산토리 홀딩스가 그룹 전체의 경영 전략의 수립·추진 및 기업 기능을 담당하고, 그 방침에 따라 그룹 기업이 사업 활동을 전개하고 있다.
- 2010년에는 그룹의 주요 회사에서 본사가 오사카에 있는 것으로 산토리 홀딩스만이 주류 관련 기업 (산토리 주류, 산토리 맥주 & 스피리츠)와 음료 및 식품 관련 기업 (산토리 식품 인터내셔널, 산토리 푸즈)의 핵심 회사는 도쿄에 본사를 이전했지만, 산토리 홀딩스의 간사이 재계에 영향력은 2010년대 초에도 강하게 남아있어, 과세 등을 포함한 재판 유력 기업의 하나로 꼽히고 있다.
- 2013년에는 미국의 버번 위스키 제조판매업체인 빔(Beam Inc.)으로부터 160억 달러에 인수를 하였고, 이후 사명을 빔산토리(Beam Suntory)로 하였다.

## 비상장 기업

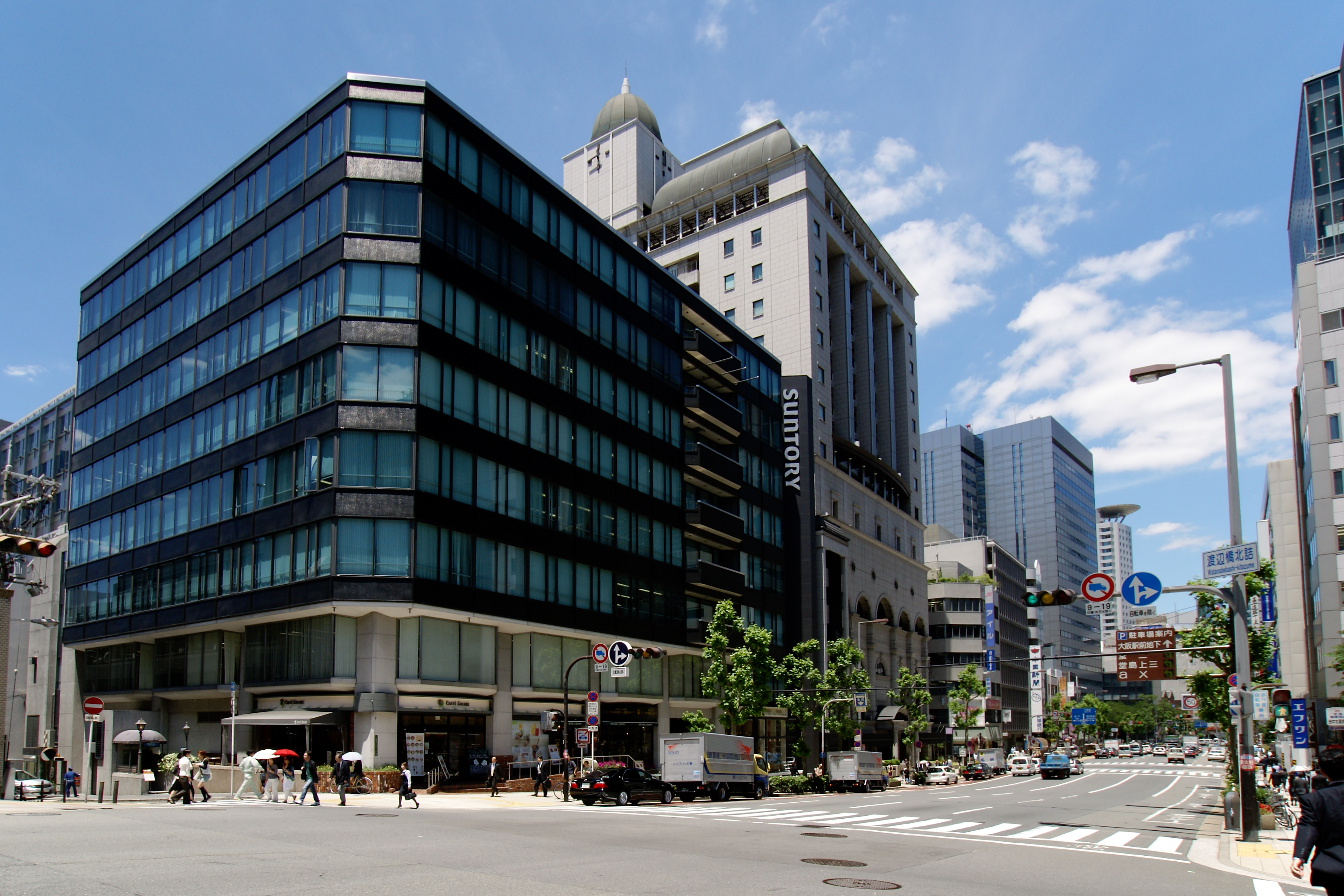
산토리 홀딩스 본사(오사카)

도쿄 증권거래소 1부와 오사카 증권 1부 , 뉴욕 증권거래소의 상장 기업으로 오해 될 수 있지만, 증권 거래소 비상장 기업이며, 주식의 약 90%를 창업가의 자산 관리 회사인 코토부키 부동산(90%)에서 소유하고 있다. 비상장의 이유로는 "술의 양조에 시간이 걸려, 단기적인 이익을 요구하는 상장에 낯설다", "주주 상품의 맛을 좌우되고 싶지 않기 때문이다" 또는 "직접적인 이익에 이어지지 않는 문화 사업의 구조 조정을 요구하기 때문이다" 라고 이야기하고 있다.

## 주요 주주
- 다케 부동산 주식회사 89.92%
- 산토리 지주 회사 4.45%
- 주식회사 미츠비시 도쿄 UFJ 은행 1.00%
- 주식회사 미츠이 스미토모 은행 1.00%
- 스미토모 신탁 은행 주식회사 1.00%
- 산토리 홀딩스 주식회사 0.85%

외

류
와인을 제외한 주류 사업에 대해서는 제조·판매 총괄 회사 "산토리 주류 주식회사"와 자회사인 판매 회사 "산토리 맥주 & 스피리츠 주식회사"가 담당하고 있다.
- 위스키

위스키 좋아하는 분들이라면 모를수가 없는
히비키, 야마자키, 하쿠슈, 카쿠빙, 토리스가
선토리의 위스키.
재패니즈 위스키의 선두주자
- 맥주

프리미엄몰츠, 킨무기가 주력상품
- 와인

청량 음료
"산토리 에이드", "우롱 차", "NCAA", "이에몬", "낫짱 시리즈"로 대표되는 청량 음료를 제조 판매하고 있다. 또한 지주 회사의 제전환에 맞춰, 청량 음료 사업은 제조·판매 총괄 회사로 "산토리 식품 인터내셔널"(당초는 "산토리 식품 주식회사")이 설립되었다. 또한, 동 사업의 판매 부문의 대부분은 자회사인 산토리 푸즈 주식회사 (도쿄)에 이관되었다.
그 외
- 건강 식품 사업 (이 사업은 "산토리 웰빙 주식회사"가 담당하고 있다)
- 외식·중식 사업
- 생화 사업 (1989년 사휘니아 판매로 진출. 2002년 산토리 본사에서 사업을 분할하여, 자회사의 산토리 플라워가 담당하고 있다. 세계 최초의 파란 장미 개발 등이 유명하다)
- 문화·사회 활동

일본 굴지의 음악 홀로 알려진 산토리 홀과 유리 공예의 컬렉션으로 알려진 산토리 미술관, 산토리 박물관 , 음악상, 문화 재단 등의 사회·문화 활동을 하고 있다.
- 자사 그룹에 광고기획제작회사　선애드(サン・アド)Sun-Ad(https://sun-ad.co.jp/)를 가지고 있기로 유명하다. 일본에서 걸출한 크리에이터를 다수 배출하기로 정평이 나있다. 일본의 전설적인 디렉터 노다나기, 아트디렉터 카사이 카오루 ,카피라이터 안도 타카시 등이 선애드 출신이다.

## 대표 제품

### 맥주
- 몰츠 - 1986년 발매.

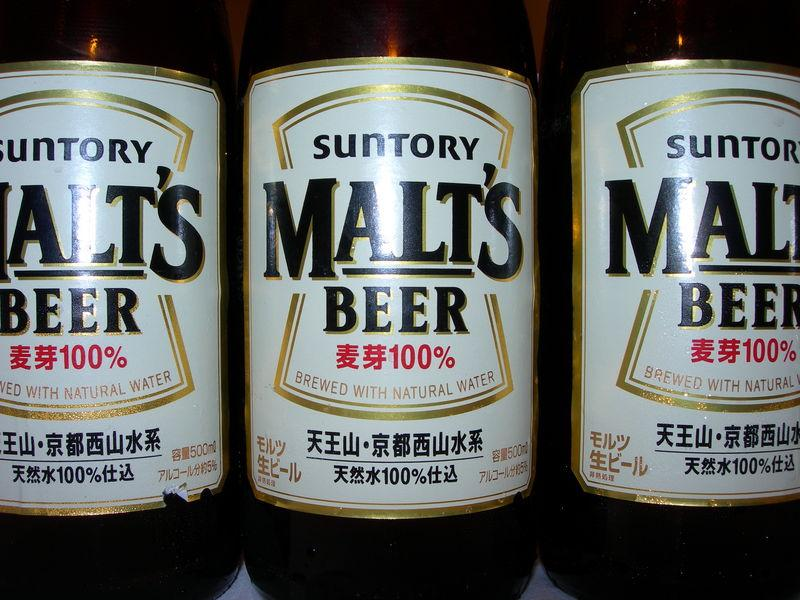
산토리 몰츠

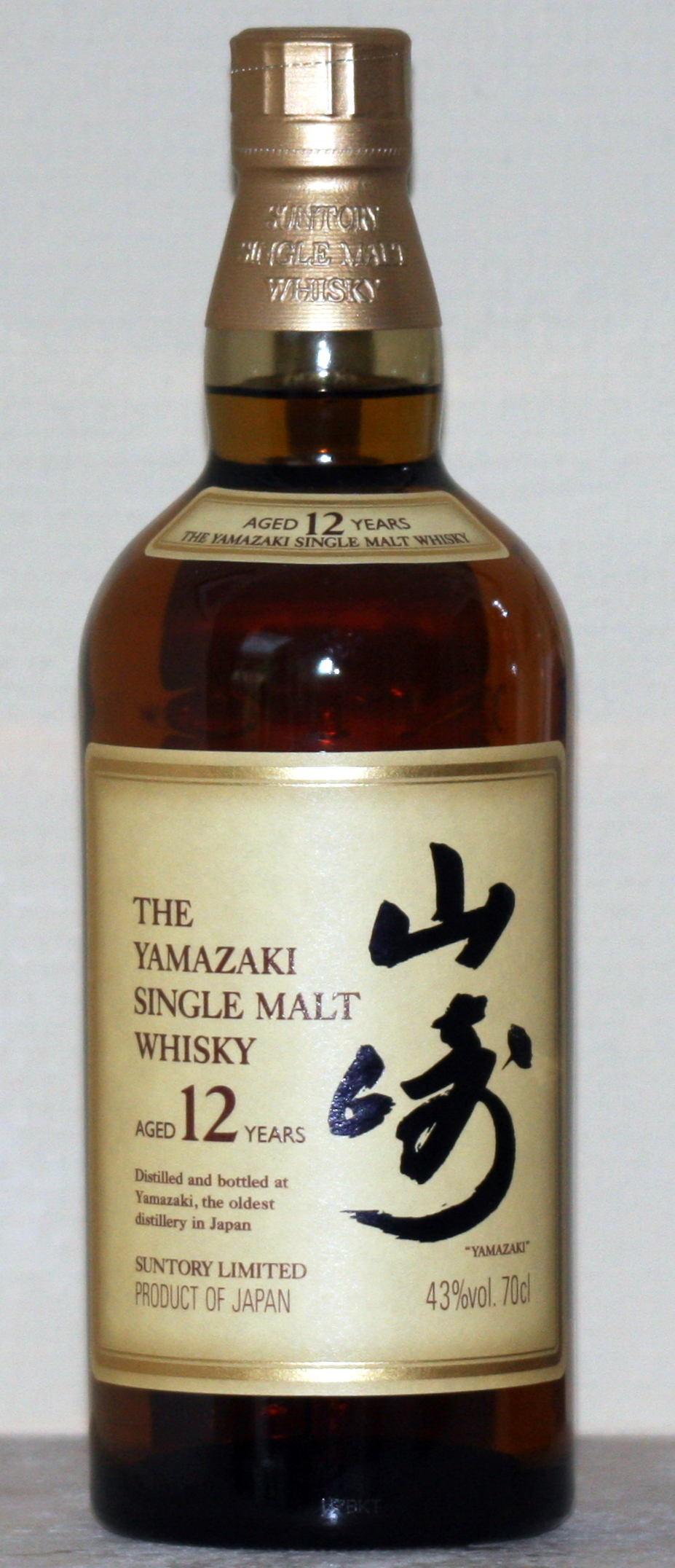
야마자키 12년

- 더 프리미엄 몰츠 - 2003년 5월 20일 발매.
- 칼스버그 - 덴마크 칼스버그 사로부터 라이센스를 받아 생산 및 판매하고 있다.
- 죠끼나마 생(ジョッキ 生) - 2006년 2월 21일 발매.
- 킨무기 당질(金麦〈糖質70％off〉) - 2012년 4월 3일 발매.
- 스톤즈 바 <롤링 홉>(ストーンズバー〈ローリングホップ〉) - 2012년 6월 19일 발매,

그 외
- 올 프리(オールフリー) 2010년 8월 3일 발매.
- 츄하이(チューハイ) - 과일 음료 소주.
- 츄하이 칼로리(チューハイ カロリ)
- 기운 - 알코올 분 3% 벌꿀 레몬 - 2011년 7월 12일 발매.
  - 매실주, 과일, 아이스티, 와인 맛이 차례로 발매.
- 우롱 츄하이(烏龍チューハイ) - 슈퍼 츄하이 생맥주 → 산토리 츄하이 생맥주
- 산토리 츄하이 더 드라이
- 경월 아세롤라(鏡月アセロラ) - 2012년 3월 6일 발매.

### 칵테일
- 칵테일 칼로리 - 2011년 2월 생산된 제품부터 리뉴얼 자몽 스페셜
- 카시스 오렌지
- 무스카트 피치
- 피치 오렌지 (2011년 9월 발매)
- 과일 레인보우 믹스
- 알로에 요구르트 (2012년 1월 10일 발매)

### 막걸리
- 서울 막걸리 - 서울 장수 (서울 탁주 제조 협회)가 제조업체로, 350ml 캔과 750ml PET, 업무용 1LPET가 판매되고 있다.
  - 서울 막걸리 3% (2012년 3월 27일 발매)

### 위스키
- 몰트 위스키
  - 야마자키 12년 (야마자키 25년 / 야마자키 18년 / 야마자키 12년 / 야마자키 10년 / 야마자키 미즈나라 / 야마자키 셰리 술통 2010)
  - 싱글 몰트 위스키 (전 퓨어 몰트 위스키)
- 버번 위스키
  - 짐빔
  - 놉 크릭
  - 베이커스
  - 부커스
  - 올드 그랜드 대드
  - 올드 크로우
  - 메이커스 마크
- 하쿠슈 (하쿠슈 25년 / 하쿠슈 18년 / 하쿠슈 12년 / 하쿠슈 10년)